# Візантійсько-османські війни
Візантійські-османьскі війни
Візантійсько-османські війни зіграли ключову роль в історії середньовічних Балкан. Вони тривали майже без перерви понад півтора століття, з 1299 по 1461 роки. Умовно поділялися на два періоди. Під час першого періоду (1299—1354) візантійці часто вступали в союзницькі відносини з турками-османами в боротьбі проти слов'янських держав, італійців і франків. Останнє, втім, не заважало османам поступово брати під свій контроль візантійські міста у Малій Азії  при тому що реальної допомоги Візантії на Балканах вони в цей період не надали. У 1326 році столицею османів стала захоплена Бурса. До 1350-х років колись велика Візантійська імперія перетворилася на державу-обрубок, а в прямому підпорядкуванні столиці залишилася лише збезлюділа і напіврозграбована Східна Фракія. Фракійський землетрус 1354 року допоміг османам без опору захопити Галліполі. Після цього вони перейшли до відкритої анексії решти візантійських земель. Їх кульмінацією стало падіння Константинополя 29 травня 1453 року, хоча Морейський деспотат був підкорений в 1460 році, а Трапезундська імперія — у 1461 році. З огляду на те, що османи, як і сельджуки, мали тюркське походження, візантійсько-османські війни фактично стали завершальним етапом візантійсько-сельджуцьких війн.

## Історія
Візантійсько-тюркські відносини завжди відрізнялися своєрідністю. У політичних колах пізньої Візантії з'явилося вельми помітне протюркське лобі. Після варварського розграбування Константинополя західними лицарями-хрестоносцями в 1204 році, католики з їх постійним прагненням нав'язати церковну унію зверху викликали ненависть простого народу.  На початковому етапі завоювання Малої Азії тюркські племена, звичайно ж, ставили мусульман в привілейоване становище і, без сумніву, заохочували ісламізацію, але до православних, католиків і юдеїв, які бажають зберегти свою релігію, ставлення було швидше байдужим, за умови що вони платили податок «невірних» — джизія.  За цих обставин, бувши поставленими перед вибором, греки часто воліли османську владу безкомпромісності венеційців або французів, які вимагали від православних переходу в католицизм. 
Крім того, для підтримки розвиненої бюрократичної системи імперії грецькі правителі пізньої епохи були змушені постійно підвищувати податкові збори з залишившихся у їх підпорядкуванні селян, при тому що територія імперії постійно скорочувалася.  Навпаки, на початковому етапі тюркських завоювань, в межах молодих анатолійських бейликів, податковий тягар на селян, що перейшли в їх підданство було зовсім невелике, оскільки їх бюрократія була мінімальною, а території бейликів розширювалися значною мірою завдяки внеску добровольців газі, дервішів і загального масового припливу кочових і напівкочових народів з Азії. 
Візантійсько-османські війни мали ще одну особливість, що визначила трагічне завершення середньогрецькою державності. В умовах католицької агресії й попри поразку біля Манцикерту в 1071 році, тюрки в цілому довгий час не розглядалися греками як основні вороги.  Більш того, візантійські узурпатори на місцях, так само як і деякі візантійські імператори, не гребували все частіше і частіше вдаватися до допомоги тюрків у якості військових найманців в боротьбі за владу і навіть почали віддавати в дружини тюркським ханам своїх дочок.  В результаті, надавши допомогу тому чи іншому узурпатору, тюрки зрештою зміщали його і захоплювали підкорену ними місцевість у якості своєї вотчини.  На цьому етапі спроби повернути цей регіон під контроль Константинополя були просто неможливі з демографічних причин.  Більш того, постійно беручи участь у внутрішніх візантійських конфліктах, тюрки добре ознайомилися з географією Малої Азії та Балкан. 
Крім цього, тюркські воїни почали залучатися для боротьби з підсилюючимися слов'янськими державами Балкан — Сербією і Болгарією, в територіальних конфліктах з якими згасаюча Візантія зазнавала постійних поразок.  Тому, на відміну від слов'янських держав Балкан, населення яких відносилося до мусульман з однозначною неприязню, грецьке населення час від часу закликало османів на допомогу в візантійсько-сербських і візантійсько-болгарських конфліктах.  Це дозволило османам утвердитися на Балканському півострові. 

### Зростання могутності османів: 1265—1328
Після завоювання Михайлом VIII Палеологом Константинополя у 1261 році Візантійська імперія залишалася в скрутному становищі.  Правителі освічених хрестоносцями латинських королівств висловлювалися за відновлення Латинської імперії та повторне завоювання Константинополя , в той час як на півночі головна загроза виходила від Сербії, активно розширювалася при королі Стефане Уроше . 

Близький Схід близько 1263 року : яскраво-зеленим кольором позначено домен османів до 1300 року, червоним — Візантійська імперія, світло-зеленим — тюрки, жовтим — Кілікія, фіолетовим — латинські королівства.

Для розв'язання цих проблем Михайло Палеолог почав консолідацію своєї влади.  Він наказав засліпити нікейського імператора Іоанна IV , за що був відлучений від церкви патріархом Арсенієм Авторіаном.  Михайло зробив новим патріархом Константинополя Германа III і наказав йому зняти відлучення . 
Поки Візантійська імперія продовжувала завоювання територій колишньої Латинської імперії, турки Османа I почали набіги на візантійську Анатолію. Осман зайняв Сёгют і Ескішехір в 1265 і 1289 роках, відповідно .  Михайло Палеолог був не в змозі перешкодити туркам через необхідність перекидати війська на захід. 
У 1282 році Михайло Палеолог помер, і владу перейняв його син Андронік II.  Смерть старого візантійського імператора була багатьма зустрінута з полегшенням: політика об'єднання церков, важкі податки й військові витрати лежали важким тягарем на населення.  У підсумку в Малій Азії турків-османів деякі стали сприймати як визволителів від тягаря імперського панування . 
Правління Андроніка було відзначено некомпетентними й недалекоглядними рішеннями, які зрештою зруйнували Візантійську імперію. Він почав псувати візантійський гіперпірон, що призвело до падіння візантійської економіки. Податки були знижені лише для земельної аристократії. Для популяризації свого правління імператор відрікся від союзу православної й католицької церков, оголошеного на Другому Ліонському соборі у 1274 році, що загострило неприязнь між латинянами та візантійцями . 
У 1282 році східний кордон імперії пав. У 1300 році мусульманські бейлики впритул підійшли до Егейського моря у двох місцях — Ментеше і Карасу.  Останній бейлик був незабаром анексований османами. 
Імператор Андронік II виявляв глибокий інтерес до збереження анатолійських земель Візантії і наказав побудувати форти в Малій Азії, а також енергійно зайнявся підготовкою армії . Візантійський імператор наказав перемістити свій двір в Анатолію, щоб спостерігати за ходом військової кампанії, і доручив генералу Олексію Філантропену відтіснити турків від кордону. Генерал, однак, спробував організувати державний переворот, але зазнав невдачі і був покараним засліпленням. Після того, як армія втратила командувача, турки, скориставшись цим, в 1301 році взяли в облогу Нікеї. У 1302 році син Андроніка Михайло IX Палеолог і візантійський полководець Георгій Музалона були розбиті в битвах при Магнезії і Бафее . 
Близько 1302 року мусульмани захопили Смірну (Ізмір).  Попри це, Андронік спробував ще раз завдавати вирішального удару туркам, найнявши каталонських найманців.  Під командуванням Михайла IX і Рожера де Флора Каталонська кампанія навесні і влітку 1303 року відтіснила турків від кордонів. Коли ж виникли проблеми з оплатою послуг, найманці кинули армію і повернулися в Філадельфію. Рожер де Флор був убитий, і в помсту його кампанія зайнялася здирством анатолійських селищ. Коли вони, нарешті, в 1307 році пішли розоряти візантійську Фракію, місцеві жителі вітали повернення турків, які знову почали блокаду ключових фортець візантійців у Малій Азії   . 

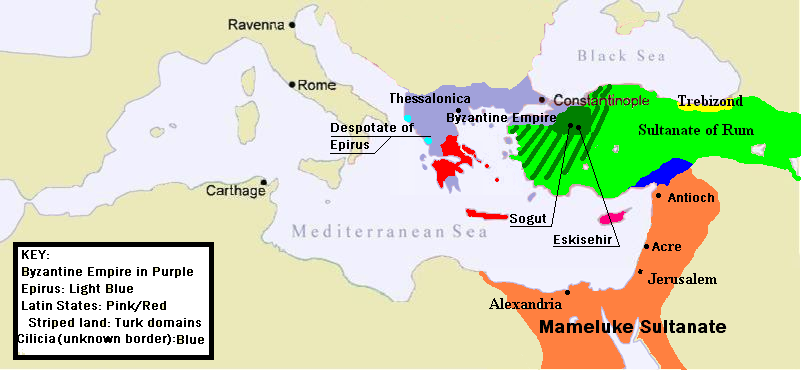
Візантійська імперія при Андронікові III

Після цих поразок Андронік був уже не в змозі відправляти проти турків серйозні сили. У 1320 році онук Андроніка II, Андронік III, був позбавлений права спадкування після смерті його батька, Михайла IX .  У наступному році Андронік III збунтувався і пішов на Константинополь. Він продовжував наполягати на своїх правах спадкування і в 1322 році став співправителем. Це, однак, призвело до громадянської війни 1321—1328 років, в якій Сербія підтримала Андроніка II, а болгари — його онука.  Зрештою Андронік III вийшов переможцем з цього конфлікту 23 травня 1328 року. Однак, поки йшла війна, османи зуміли в 1326 році захопити Бурсу . 

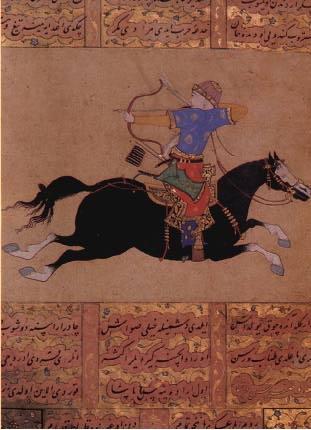
Османський воїн.

Царювання Андроніка III було відзначено останньою серйозною спробою Візантії відновити свою колишню славу. У 1329 році візантійські війська були відправлені, щоб зняти османську облогу Нікеї . Однак доля Нікеї була вирішена, коли візантійська армія була переможена у битві при Пелеканоне 10 червня 1329 року . У 1331 році Нікея пала , що стало страшним потрясінням для православного світу, оскільки Нікея була столицею імперії ще 70 років тому. 
Таким чином, військова міць візантійців була вичерпана за Андроніка III, і імператор був змушений перейти до дипломатії, як і його дід до нього. В обмін на безпеку інших візантійських поселень в Малій Азії візантійці погодилися сплачувати османам данину. На жаль для Візантійської імперії, це не завадило туркам осадити Нікомедію в 1333 році. Місто було захоплене у 1337 році . 
Попри ці невдачі, Андроніку III вдалося досягти деяких успіхів в боротьбі зі своїми опонентами в Греції і Малій Азії. Були підкорені Епірський деспотат і Фессалія . У 1329 році візантійці захопили Хіос, а в 1335 році зайняли Лесбос.  Проте, ці окремі успіхи були непорівнянні з загальним зростанням османських завоювань.  Крім того, жоден із зайнятих візантійцями островів не був частиною Османської імперії.  Візантія ще була в змозі протистояти сербській експансії на Балканах, але наступила руйнівна громадянська війна, що перетворила імперію в васала османів .

### Балканське вторгнення і громадянська війна: 1341—1371

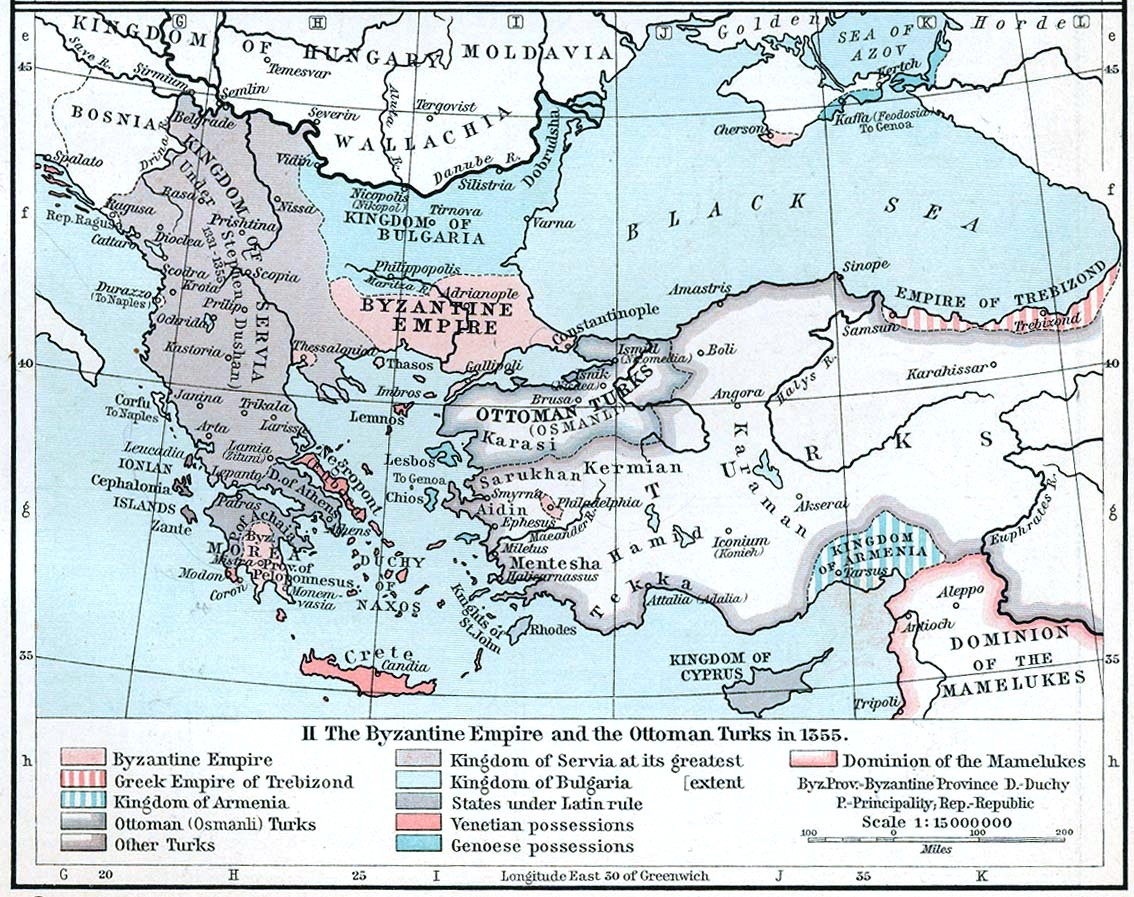
Балкани і Анатолія близько 1355 року.

Андронік III помер в 1341 році, залишивши владу своєму 10-річному синові Іоану V . Регентство було довірено Іоану Кантакузину, матері юного імператора Анні Савойській і патріарху Іоанну XIV Каліці. Суперництво між Калікою і Кантакузіном призвело до руйнівної громадянської війни, з якої Кантакузін вийшов переможцем у лютому 1347 році.  За цей час чума, землетрус  і османські набіги призвели до того, що тільки Філадельфія залишалася у візантійських руках, і то за умови сплати данини.  Протягом громадянської війни у Візантії обидві сторони використовували турків і сербів як найманців , залишивши велику частину Македонії в руїнах і в руках новоствореної Сербської імперії.  Після цієї перемоги Кантакузін правив як спів'імператор з Іоанном V. 
Спільне правління імперією не вдалося, і нова громадянська війна потрясла імперію.  Іоанн VI Кантакузін вийшов переможцем в черговий раз і замінив вигнаного Іоанна V Палеолога своїм сином Матвієм.  Турки при сині Османа Орхані I знову заявили про себе, захопивши форт Калліполіс (Галліполі) в 1354 році   і отримавши тим самим доступ до континентальної Європи.  Прибуття, як здавалося, непереможних османських вояків під стіни Константинополя викликали паніку в столиці, завдяки чому Іоанн V за допомогою генуезців влаштував переворот і скинув Іоанна VI Кантакузіна в листопаді 1354 року.  Сам Іоанн VI постригся в ченці . 
Громадянська війна на цьому не закінчилася. Матвій Кантакузін зміг домовитися з Орханом і вирішив з допомогою османів зайняти престол. Його полон в 1356 році призвів до ефімерної поразки османів . 
Після закінчення громадянської війни наступило невелике затишшя в боротьбі між зроставшою Османською імперією і Візантією. У 1361 році турки зайняли Дідімотіхон .  Наступник Орхана, Мурад I, був більше стурбований своїми анатолійськими позиціями. Однак в 1369 році він домігся взяття Філіппополю і Адріанополя . 
Візантійська імперія була не в змозі контратакувати і захистити свої землі — турки стали надзвичайно потужними.  Мурад I розгромив армію сербів 26 вересня 1371 року в битві на Мариці .  Османи були готові завоювати Константинополь.  У спробі запобігти ураженню Іоанн V звернувся до Папи за підтримкою, пропонуючи визнати верховенство Риму в обмін на військову підтримку.  Незважаючи на своє публічне сповідування католицької віри в базиліці Святого Петра, Іван V не отримав ніякої допомоги.  Тоді імператор був змушений почати переговори з Мурадом і визнати себе васалом султана, зобов'язуючись виплачувати регулярну данину військами і грошима в обмін на безпеку  .

### Громадянська війна і васалітет: 1371—1394
Візантійські володіння були зведені до Константинополя і декількох довколишніх сіл . Цей васалітет тривав до 1394 року, а в цей час турки продовжували експансію на Балкани. У 1385 році була захоплена Софія  , а через рік — Ніш. Інші малі держави були скорені і стали васалами турків. Сербський опір було придушено в битві на Косовому полі у 1389 році, а велика частина Болгарії була захоплена в 1393 році, в 1396 році останній оплот незалежності Болгарії був знищений . 

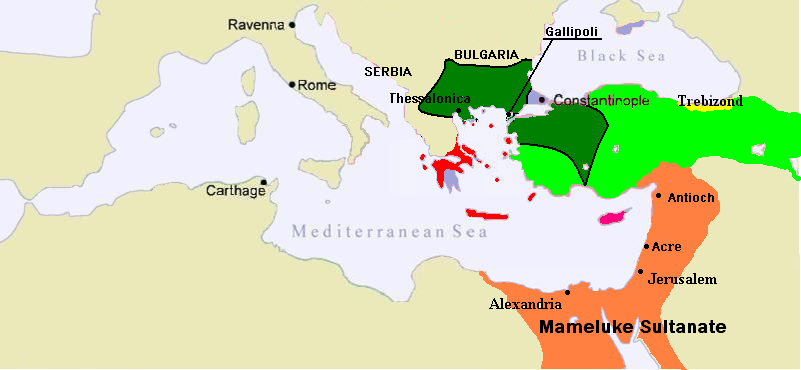
Близький Схід близько 1389 року. Візантійські території позначені ліловим кольором.

Османські досягнення на Балканах сприяли розпалюванню візантійської громадянської війни між Іоанном V Палеологом і його старшим сином Андроніком IV .  З османською допомогою Іоанну V вдалося засліпити Андроніка IV і його сина Іоанна VII Палеолога. У вересні 1373 року Андроник утік з сином до турків, пообіцявши Мураду I вищу данину, ніж платив Іоанн V . Міжусобиці тривали до 1390 року, коли Іоанн V пробачив Андроніку IV і його сина, що розлютило його другого сина і спадкоємця, Мануїла II Палеолога.  Мануїл захопив Фессалоніки і навіть звільнив частину Греції від османського панування. 
Смерть Андроніка IV в 1385 році і капітуляція Фессалонік у 1387 році змусили Мануїла II шукати прощення у султана й Іоанна V. Його тісні відносини з Іоанном V розлютили Іоанна VII, який відчував загрозу своїм правам наслідування.  Іоанн VII влаштував переворот проти Іоанна V, але, незважаючи на османську і генуезьку допомогу, протримався при владі всього п'ять місяців, перш ніж був повалений Мануїлом II і своїм батьком. 
Попри громадянську війну, турки в Анатолії в 1390 році скористалися можливістю захопити Філадельфію, відзначивши тим самим кінець візантійського панування в Анатолії.  Втім, місто вже давно перебував лише під номінальною владою імперії, і його падіння мало невеликі стратегічні наслідки. 
Після смерті Іоанна V Мануїл II Палеолог зміг забезпечити собі трон і встановити хороші відносини з султаном, ставши його васалом .

### Відновлення військових дій: 1394—1424
У 1394 році відносини між візантійцями і турками змінилися в гіршу сторону, і війна поновилися, коли османський султан Баязид I наказав стратити Мануїла II  після того, як той помирився з Іоанном VII.  Османський султан потім змінив своє рішення і зажадав від Мануїла, щоб в Константинополі була відкрита мечеть і утворена турецька колонія .  Мануїл II не тільки не зробив цього, а й відмовився платити данину султану і зайшов так далеко, що почав ігнорувати послання султана. Це призвело до облоги міста в 1394 році.  Мануїл II закликав до хрестового походу, який був початий в 1396 році на чолі з майбутнім імператором Священної Римської імперії Сигізмундом . Однак в 1396 році хрестовий похід провалився після битви під Нікополем. 

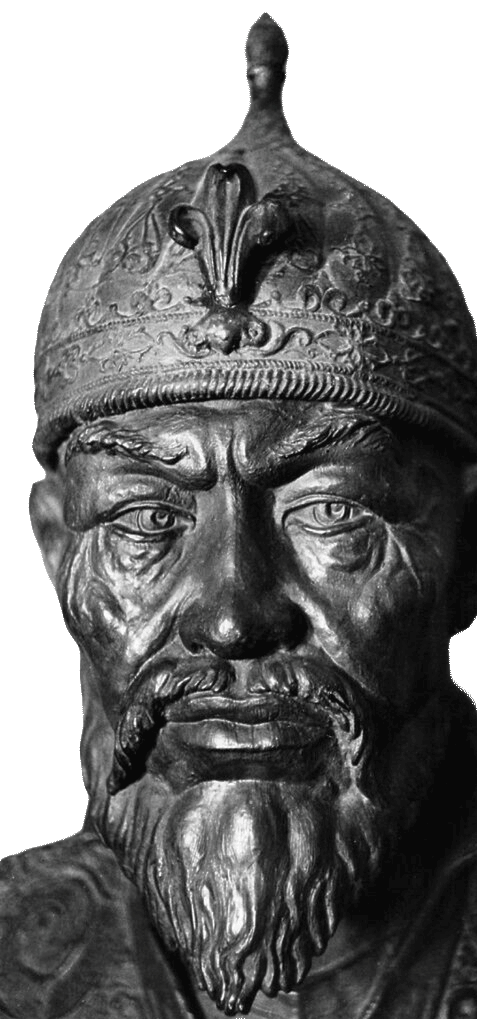
Незважаючи на гоніння на християн, Тимур врятував Константинополь.

Поразка змусила Мануїла II втекти з міста і вирушити до Західної Європи шукати допомоги .  Протягом цього часу Іоанн VII успішно обороняв місто від османів.  Облога була остаточно знята, коли Тимур привів свою армію в Анатолію.  У битві при Анкарі сили Тимура розгромили сили Баязіда I.  Згодом османські турки почали воювати один з одним за верховну владу . 
Візантійці, не втрачаючи часу, скористалися ситуацією і підписали мирні договори зі своїми християнськими сусідами і одним з синів Баязіда . За умовами договору вони навіть отримали назад Фессалоніки і більшу частину Пелопоннесу. Османське міжцарів'я завершилося в 1413 році, коли Мехмед I, за підтримки Візантії, переміг своїх супротивників . 
Однак дружба між двома державами тривала недовго.  Смерть Мехмеда I і сходження на престол Мурада II в 1421 році, в поєднанні з посиленням Іоанна VIII Палеолога, привели до погіршення у відносинах між державами.  Жоден з лідерів не був задоволений статусом-кво.  Іоанн VIII зробив перший і вкрай необачний крок, спровокувавши повстання в Османській імперії: якийсь Мустафа був звільнений візантійцями з полону і стверджував, що він зниклий син Баязіда . 

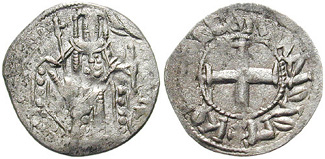
Поряд з приниженням, візантійська данина османам 300 000 срібних монет була ще важчою, бо економіка поступово занепала.

Незважаючи на всі труднощі, Мустафа і його покровитель зібрали значні сили під свої прапори.  Однак Мурад II урешті-решт розгромив вискочку, а в 1422 році почав облогу Фессалонік і Константинополя .  Тоді Іоанн VIII звернувся до свого старого батька, Мануїла II, за порадою.  У підсумку імператор спровокував ще один заколот в османських рядах — на цей раз в підтримку претензій на трон брата Мурада II, Кучук Мустафи.  Мустафа почав повстання в Малій Азії і навіть осадив Бурсу.  Після невдалої атаки на Константинополь Мурад II був змушений повернути назад свою армію і розгромив Мустафу. В результаті візантійці були змушені знову визнати васалітет султана і сплачувати 300000 срібних монет в якості данини на щорічній основі .

### Османська перемога: 1424—1453

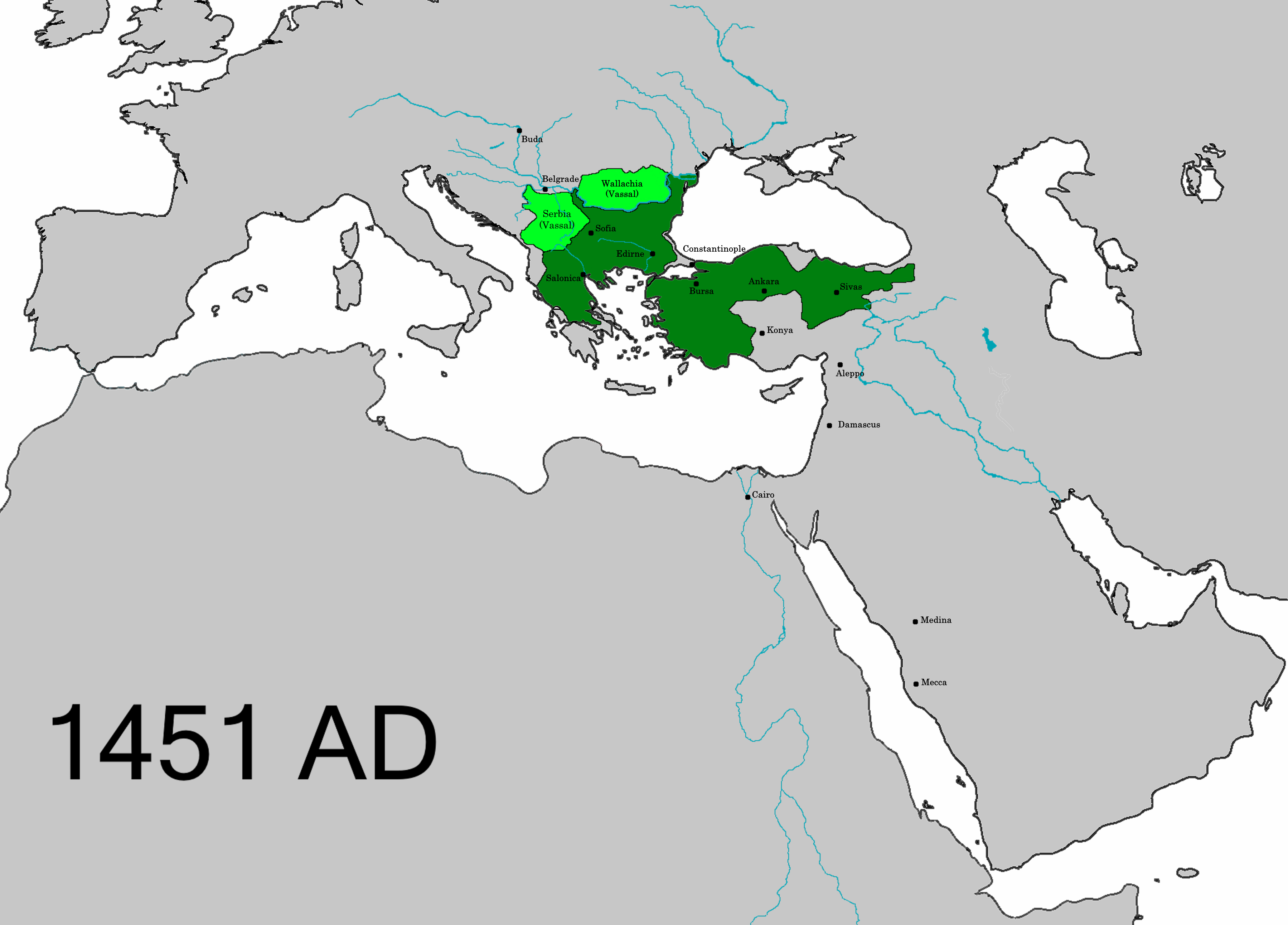
Османська імперія у 1451 році. До цього часу всі великі міста Візантії вже потрапили під контроль османів, які зайняли майже половину Анатолії та більшу частину Балкан.

Османи між 1424 і 1453 роками зіткнулися з численними противниками, борючись з сербами Георгія Бранковича, угорцями Яноша Хуньяді і албанцями Ськандербега . Пік протидії турецькій експансії припав на Хрестовий похід на Варну (1443-1444), який, попри локальну підтримку, був розгромлений. 
У 1448 і 1451 роках змінилися правителі Візантійської і Османської імперій: на престол зійшли Костянтин XI Палеолог і Мехмед Завойовник відповідно.

Візантійська імперія (фіолетовим) у 1450 році.

Костянтин XI і Мехмед відразу не порозумілися. Успішні завоювання візантійцями територій хрестоносців на Пелопоннесі стривожили османів, і Мехмед виділив 40000 солдатів, щоб звести ці досягнення нанівець.  Костянтин XI погрожував повстати проти Мехмеда, якщо певні умови не будуть виконані султаном . Мехмед відреагував на ці загрози будівництвом укріплень уздовж Босфору і, таким чином, позбавив Константинополь можливості отримати зовнішню допомогу по морю. Османи вже контролювали землі навколо Константинополя і почали облогу міста 6 квітня 1453 року.  Незважаючи на об'єднання католицької і православної церков, візантійці не отримали офіційної допомоги від Папи або із Західної Європи, за винятком кількох загонів солдатів з Венеції і Генуї. 

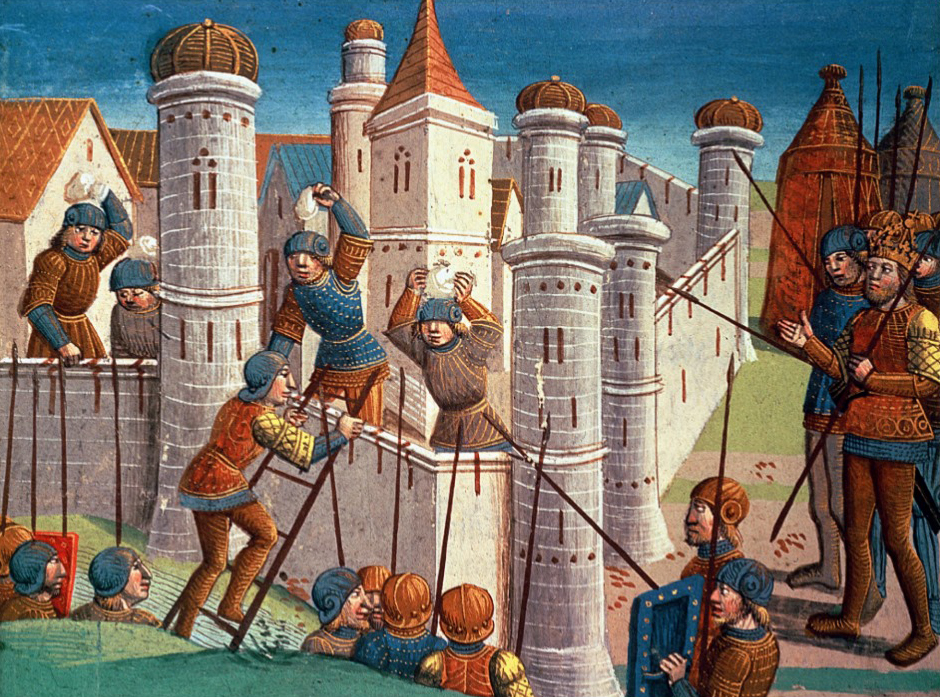
Облога Константинополя в 1453 році.

Англія і Франція перебували на заключних етапах Столітньої війни.  Французи не бажали втрачати свою перевагу в боротьбі, відправляючи лицарів на схід, а англійці просто були не здатні це зробити.  В Іспанії завершувалася Реконкіста.  Священна Римська імперія поступово занепадала.  Крім того, боротьба між німецькими князями і гуситські війни не сприяли скликанню хрестового походу.  Польща і Угорщина були ключовими учасниками хрестового походу на Варну, і поразки утримували їх від подальших дій проти турків. 
На допомогу візантійцям прийшли лише Генуя і Венеція, але вони були не тільки ворогами османів, а й один одного. Венеційці прислали флот для атаки турецьких укріплень, але ця сила була занадто мала і прибула надто пізно. Лише 2000 італійських найманців Джованні Джустініані  прийшли, щоб допомогти обороні міста. Вся оборона міста лягла на плечі цих найманців і 5000 ополченців міста, населення якого був серйозно виснажене високими податками, чумою і громадянськими конфліктами .  Попри слабку підготовку, захисники були добре озброєні , однак в артилерії сильно поступалися османам. 

Софійський собор Константинополя, перетворений османами в мечеть Айя-Софія.

Падіння міста не стало результатом активності османської артилерії або їх морської переваги, а стало наслідком банальної чисельної переваги османів. Захисників було в 10 разів менше ніж атакуючих. Однак облога виявилася важкою. Багато в їх таборі вже почали сумніватися в успіху облоги. З метою підвищення морального духу султан виступив з промовою , нагадавши своїм солдатам про величезне багатство Константинополя. Підсумковий штурм стався 29 травня 1453 року. Захисники міста здригнулися, а багато генуезці і венеційці втекли на човнах з міста . Венеційський хірург Нікколо Барбаро, очевидець подій, писав про штурм: 
| Ліві лапки | Турки влаштували велику різанину християн в місті... Кров текла по вулицях, як дощова вода після раптового шторму, і трупи турків і християн були скинуті в Дарданелли, де вони плавали... | Праві лапки |

Після взяття міста турки завоювали Морейський деспотат в 1460 році і Трапезунд в 1461 році .  З падінням Трапезунда прийшов кінець Римської імперії.  Династія Палеологів продовжувала визнаватися у якості законних імператорів Константинополя коронованими особами Європи до XVI століття, коли Реформація, османська загроза Європі і зниження інтересу до хрестових походів змусили європейські держави визнати Османську імперію господарем Анатолії і Леванту.

## Причини краху Візантії

### Латинське втручання
Латинська присутність на Балканах серйозно підірвала здатність візантійців координувати зусилля у боротьбі з турками.  Прикладом цього може служити ситуація за правління Михайла VIII Палеолога, чиї спроби зайняти латинські володіння в Німеччині стала причиною відмови від захисту анатолійських кордонів.  Це дозволило туркам Османа I зміцніти і зайнятися завоюванням візантійських земель.  Кампаніям Андроніка II в Анатолії також постійно заважала напруженість в західній частині імперії .  Візантійці були змушені вибирати між папською і латинською загрозою або непопулярним союзом з ними, що створювало передумови для переворотів проти візантійських імператорів . 

Романтизоване зображення "Останнього хрестоносця".

### Візантійська слабкість
Після Четвертого хрестового походу візантійці опинилися у вкрай нестійкому положенні. Падіння Константинополя в 1261 році і наступні кампанії послабили Румський султанат, що дозволило численним бейликам здобути незалежність, як це зробив Осман I. 
Щоб відвоювати грецькі землі, Михайло VIII був змушений накласти важкі податки на анатолійське селянство .  В результаті османи здобули широку підтримку в перші роки своїх завоювань, істотно знизивши податки для місцевого населення. 
Після смерті Михайла VIII візантійці страждали від постійної громадянської війни.  Османи також пережили громадянську війну, але набагато пізніше, у XV столітті, на той час візантійці були занадто слабкі, щоб скористатися цим.  В результаті візантійці були змушені визнати васалітет османів.  Коли були зроблені спроби припинити цю васальну залежність, візантійці не змогли закріпити успіхи і втратили все, чого досягли, урешті-решт, і свою столицю. 

### Османська сила

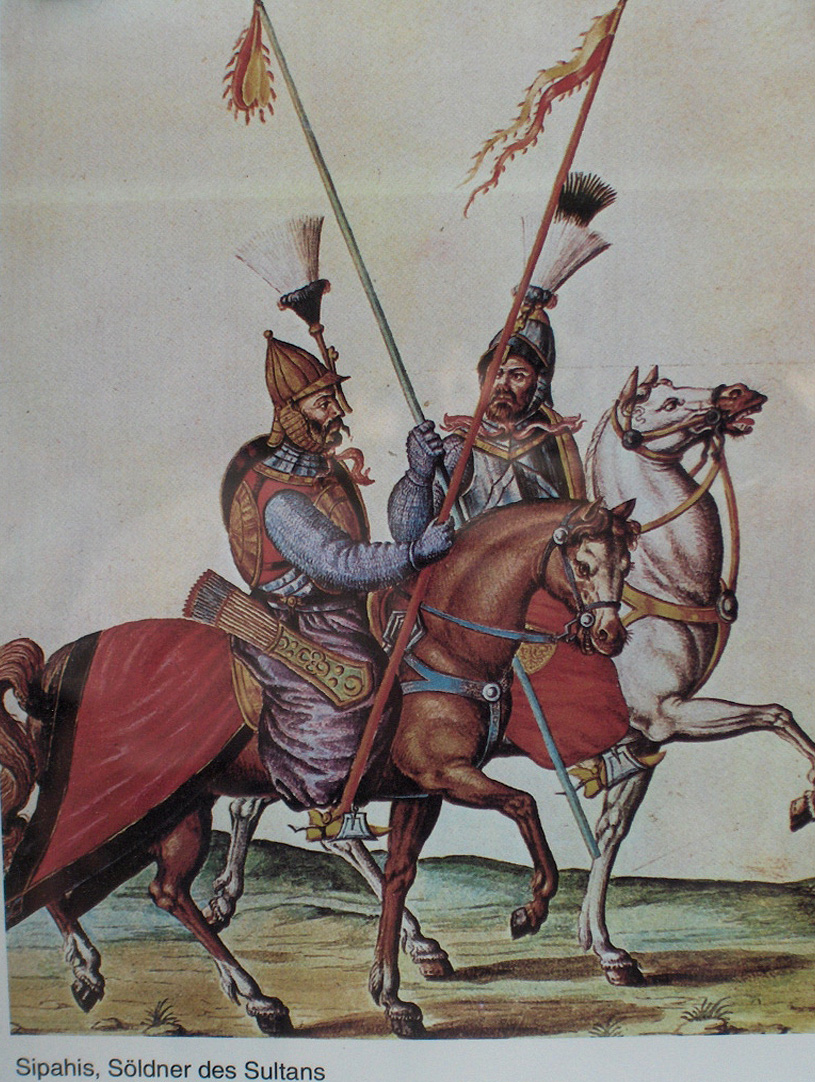
Османські сипахи.

Османи були вправні у дипломатії і військовій справі, зумівши сформувати величезну армію.  Слабкість опору дозволила їм поступово займати візантійські території і закріплюватися на них . 
Уміння перетворювати своїх опонентів у васалів, а не знищувати їх , також дозволило османам не повторювати долі попередників, що згасали так само швидко, як і сходили.  Турки також вміло грали на конфліктах між підкореними народами. 

## Особливості
Примітно те, що в ході візантійсько-османських війн найбільш сприятливим було післявоєнне положення грецького населення, а також християн у цілому, в містах, що добровільно капітулювали (Едірне, Нікея, Смірна та ін.) та регіонах. Ті ж з них, хто пробував чинити опір (Салоніки, Константинополь, Перинф тощо), османи безжалісно грабували і руйнували, а населення продавали в рабство і гнали в Малу Азію.